# رادو فاسيلي
رادو فاسيلي هو اقتصادي وأستاذ جامعي ومؤرخ وشاعر وسياسي روماني، ولد في 10 أكتوبر 1942 في سيبيو في رومانيا، وتوفي في 3 يوليو 2013 في بوخارست في رومانيا بسبب سرطان القولون. نشط حزبياً في Christian Democratic National Peasants' Party ‏ (2000 – 2000).

## مناصب
- انتخب ممثل الجمعية البرلمانية لمجلس أوروبا [الإنجليزية]‏ لترشحه ضمن قائمة رومانيا، (27 يناير 1997 – 22 يناير 2001).
- انتخب عضو مجلس شيوخ رومانيا ‏ عن دائرة مقاطعة أرغيس (2000 – 2004).
- انتخب عضو مجلس شيوخ رومانيا ‏ عن دائرة بوخارست (1996 – 2000).
- انتخب عضو مجلس شيوخ رومانيا ‏ عن دائرة إقليم باكاو (1992 – 1996).
- انتخب قائمة رؤساء وزراء رومانيا (17 أبريل 1998 – 13 ديسمبر 1999).

## وصلات خارجية
- رادو فاسيلي على موقع مونزينجر (الألمانية)